# Allnet Flat
Der Begriff Allnet Flat setzt sich aus den englischen Wörtern für „alle Netze“ und der Abkürzung für „Flatrate“ zusammen. Die Kombination „Allnet Flat“ ist jedoch im englischen Sprachraum ungebräuchlich, sondern entstand vermutlich ab 2008 in Deutschland. Faktisch handelt es sich bei einer „Allnet Flat“ nicht um einen Pauschaltarif, obwohl der Begriff dies suggeriert.

## Begriff
Unter einer „Allnet Flat“ wird ein Mobilfunktarif verstanden, der zuerst nur die Kosten für alle Inlandstelefonate abdeckte, in den späteren Jahren auch EU-weite Telefonate oder anderweitige Dienstleistungen wie zusätzlich SMS-Pauschalen oder Datenvolumen als Bestandteile der Tarife. Diese können allerdings Ausnahmen beinhalten wie kostenpflichtige Servicerufnummern sowie Telefonate ins Ausland. Allerdings sind bei vielen Anbietern spezielle Länderpakete zusätzlich erhältlich.
„Allnet Flats“ werden häufig einschließlich eines bestimmten Datenvolumens für die mobile Internetnutzung als sogenannte Fair Flat angeboten. Zahlreiche Allnet Flats enthalten Missbrauchsklauseln, die automatisierte Anrufe sowie eine übermäßige und unverhältnismäßige Nutzung unterbinden sollen.

## Geschichte
Die ersten Allnet-Flat-Tarife in Deutschland – auch wenn der Begriff zu dem Zeitpunkt noch nicht geprägt war – wurden zur CeBIT 2007 vorgestellt. Sie kosteten damals 89 bzw. 90 Euro je Monat. Die Anbieter waren die freenet AG und Base. Auch Mobilfunktarife mit Kostengrenze („Kostenairbag“) können als Vorläufer der Allnet Flat betrachtet werden, da sie durch eine Kostenbremse unbegrenzte Telefonate zum günstigen Preis beinhalteten.
2009 folgte die Einführung der „Superflat Internet Allnet“ bei Vodafone bzw. der „Young Flat Allnet“ von MoBlack. Zudem wurde in jener Zeit der Begriff der „SMS Allnet Flat“, einem Pauschalpreis für beliebig viele SMS in alle Inlandsnetze, geprägt.
Der Begriff „Allnet Flat“ für einen Mobilfunktarif in alle Netze wurde als Tarifbezeichnung zum Jahresanfang 2010 erstmals von Base im Rahmen der Einführung der Base-Tarifblume als Option verwendet.
1&1 benannte erstmals im Juli 2010 einen Tarif „Allnet Flat“, der durch massive Fernsehwerbung den Begriff allgemein bekannt machte. Hintergrund war der erste MVNO-Vertrag, welchen 1&1 im März 2010 mit dem Netzbetreiber Vodafone abgeschlossen hatte und der laut einer Pressemeldung erheblich günstigere Konditionen ermöglichte. Mit diesem Tarif wurde erstmals die 30-Euro-Marke für mobile Pauschaltarife auch im D-Netz unterschritten, was den Preisrückgang bei Mobilfunkgebühren beschleunigte.
Zahlte man 2007 noch 90 Euro je Monat für eine „Allnet Flat“ mit „SMS Flat“ und Datenvolumen, erhält man heute bereits für unter 7 Euro monatlich eine „Allnet Flat“ und „SMS Flat“ einschließlich Datenvolumen. Deutlich teurer sind nach wie vor die „Allnet Flats“ mit großen monatlichen Datenpaketen und LTE bei den Netzbetreibern. Mittlerweile gibt es zwar auch LTE „Allnet Flats“ bei Billiganbietern (Discountern), speziell im O2-Netz, allerdings sind bei den LTE „Allnet Flats“ häufig nicht Tarife mit Fair Flat, sondern mit „Datenautomatik“ (Drillisch, Vodafone) anzutreffen. Dabei wird der Internetzugang bei Überschreiten des monatlichen Datenvolumens nicht gedrosselt, sondern automatisch weiteres Datenvolumen gegen Aufpreis hinzugebucht. Mittlerweile lässt sich diese Automatik bei den meisten Anbietern abschalten, einige Billiganbieter haben sie gänzlich entfernt. O2 hat Anfang Oktober 2016 die bisherige „All-In“-Tarifreihe durch die Tarifreihe „O2 free“ abgelöst, im Zuge dessen die Datenautomatik durch eine Fair Flat mit einer ungewöhnlich hohen Maximalgeschwindigkeit von 1 Mbit/s nach Verbrauch des Datenvolumens ersetzt wurde. Auch die Datenautomatik wurde dabei entfernt. In einer neueren Tarifgeneration von O2 ab 2020 gibt es diese Drosselung nicht mehr.

## Rechtsstreit bezüglich der Begriffsverwendung
Gegen die Verwendung des Begriffs „Allnet Flat“ hatte die ALLNET GmbH, ein Hersteller und Großhändler von Netzwerktechnik und Telekommunikationsequipment, geklagt. Sie sah darin ihre Namensrechte verletzt und wollte ein Verbot der Verwendung des Begriffs „Allnet Flat“ für Handyflatrates in alle Netze erzwingen.
In erster Instanz war das Landgericht Frankfurt am Main der Argumentation der Allnet GmbH gefolgt und hatte ein Verbot für die Benutzung des Begriffs „Allnet Flat“ ausgesprochen. Daraufhin legte die Anwaltskanzlei Siebeke Lange Wilbert beim Oberlandesgericht Frankfurt am Main gegen das Urteil Berufung ein.
Im Ergebnis entschied das Oberlandesgericht Frankfurt am Main am 10. Juli 2014, dass die Bezeichnung eines der wichtigsten Produkte des Mobilfunkwirtschaftszweiges, der „Allnet Flat“, nicht die Firmenbezeichnung „ALLNET“ verletzt. Damit hob das Oberlandesgericht das Urteil des Landgerichtes Frankfurt am Main auf.
Maßgeblich für die Entscheidung war die inzwischen massenhafte Verwendung des Begriffs „Allnet Flat“ durch nahezu alle Anbieter und die Presse. Die Entscheidung ist mittlerweile rechtskräftig.